# Ханс Крайзинг
Ханс Крайзинг (на немски: Hans Kreysing) е немски офицер, служил през Първата и Втората световна война.

## Биография

#### Ранен живот и Първа световна война (1914 – 1918)
Роден e в Гьотинген, Германска империя през 1890 г. През февруари 1909 г. постъпва на служба в имперската армия, като кадет от стрелкови батальон и още на следващата година се издига до чин лейтенант.
Служи в Първата световна война в боевете на Западния фронт. През 1915 г. е командир на картечна рота и старши лейтенант.

##### Междувоенен период
До края на 1919 г. служи доброволец (командир на рота), после на служба в ново сформирания Райхсвер. От 1936 г. командир на пехотен полк и подполковник.

#### Втората световна война (1939 – 1945)
През 1940 г. вече като полковник той води командването на 16-и пехотен полк. Три години по-късно е издигнат до генерал-лейтенант и в същото време назначен за командир на 3-та планинска дивизия.
До края на войната заема постове на генерален-секретар на планинските войски и генерал-комендант на XVII. Армейски корпус.

##### Смърт
Умира в Олденбург, Долна Саксония на 14 април 1969 г.

## Военна декорация
- „Рицарски кръст“ с мечове – на Хоенцолерните
- Германски орден „Железен кръст“ (1914) – II (?) и I степен (?)
- Хамбургски орден „Ханзейски кръст“ (?)
- Баварски орден „За заслуга“ (?) – IV степен с мечове (?)
- Германски орден „Кръст на свободата“ (?) – I степен с мечове (?)
- Германски орден „Кръст на честта“ (?)
- Германска „Значка за раняване“ (1918) – черна (?)
- Сребърни пластинки към ордена Железен кръст (1939) – II (?) и I степен (?)
- Рицарски кръст с дъбови листа, мечове и диаманти
  - Носител на Рицарски кръст (29 май 1940)[2]
  - Носител на Дъбови листа № 183 (20 януари 1943)[3]
  - Носител на Мечове № 63 (13 април 1944)[4]
- Упоменати в ежедневния доклад на Вермахтберихт (18 февруари 1944)